# Brooke Gosling
Brooke Gosling (ur. 14 lipca 1980 w Orangeville) – kanadyjska biegaczka narciarska, zawodniczka klubu Foothills Nordic Ski Club.

## Kariera
Po raz pierwszy na arenie międzynarodowej Brooke Gosling pojawiła się 5 lutego 2000 roku w zawodach Pucharu Kontynentalnego w Duntroon, gdzie zajęła osiemnaste miejsce w biegu na 5 km techniką dowolną. W Pucharze Świata zadebiutowała 22 stycznia 2008 roku w Canmore, zajmując 44. miejsce w biegu na 15 km stylem klasycznym. Pierwsze pucharowe punkty wywalczyła blisko rok później - 19 stycznia 2009 roku w Whistler zajęła 27. miejsce w biegu łączonym na 15 km. W klasyfikacji generalnej sezonu 2008/2009 zajęła ostatecznie 123. pozycję. Startowała także w zawodach FIS Marathon Cup, w których raz stanęła na podium - 27 lutego 2010 roku była trzecia w amerykańskim maratonie American Birkebeiner. W zawodach tych wyprzedziły ją tylko dwie reprezentantki gospodarzy: Rebecca Dussault oraz Tazlina Mannix. W klasyfikacji generalnej sezonu 2009/2010 była trzynasta. W 2011 roku wystąpiła w mistrzostwach świata w Oslo, gdzie jej najlepszym indywidualnym wynikiem było 44. miejsce na dystansie 30 km techniką dowolną. Na tych samych mistrzostwach Kanadyjki z Gosling w składzie zajęły czternaste miejsce w sztafecie. Nigdy nie brała udziału w igrzyskach olimpijskich. W 2011 roku zakończyła karierę.

## Osiągnięcia

### Mistrzostwa świata
| Miejsce | Dzień     | Rok  | Miejscowość | Konkurencja             | Czas biegu  | Strata       | Zwyciężczyni   |
| ------- | --------- | ---- | ----------- | ----------------------- | ----------- | ------------ | -------------- |
| DNS     | 24 lutego | 2011 | Oslo        | Sprint stylem dowolnym  | 3:03,9 min  | -            | Marit Bjørgen  |
| 51.     | 26 lutego | 2011 | Oslo        | 15 km łączony           | 38:08,6 min | +7:00,0 min  | Marit Bjørgen  |
| 56.     | 28 lutego | 2011 | Oslo        | 10 km stylem klasycznym | 27:39,3 min | +4:48,4 min  | Marit Bjørgen  |
| 14.     | 3 marca   | 2011 | Oslo        | Sztafeta 4 × 5 km       | 53:30,0 min | +4:49,2 min  | Norwegia       |
| 44.     | 5 marca   | 2011 | Oslo        | 30 km stylem dowolnym   | 1:23:45,1 h | +13:11,5 min | Therese Johaug |

### Puchar Świata

#### Miejsca w klasyfikacji generalnej
- sezon 2008/2009: 123.

#### Miejsca na podium
Gosling nigdy nie stała na podium zawodów Pucharu Świata.

### FIS Marathon Cup

#### Miejsca w klasyfikacji generalnej
- sezon 2009/2010: 13.

#### Miejsca na podium
| Nr | Dzień     | Rok  | Zawody               | Dystans               | Czas biegu  | Strata  | Pozycja | Zwyciężczyni     |
| -- | --------- | ---- | -------------------- | --------------------- | ----------- | ------- | ------- | ---------------- |
| 1. | 27 lutego | 2010 | American Birkebeiner | 52 km stylem dowolnym | 2:16:18,3 h | +38,9 s | 3.      | Rebecca Dussault |